# Drop Nineteens
Drop Nineteens — американская шугейз-группа из Бостона, штат Массачусетс, образованная в 1990 году. Группа была сформирована однокурсниками Бостонского университета Грегом Акеллом (вокал, гитара) и Крисом Руфом (ударные), которые наняли Паулу Келли (вокал, гитара), Мотохиро Ясуэ (гитара) и Стива Циммермана (бас). Акелл отметил, что группа была «американским исключением на в основном британской сцене».
Первоначально активная с 1990 по 1995 год, группа претерпела значительные изменения в составе после выпуска своего дебютного альбома Delaware в 1992 году. Группа распалась в 1995 году после выпуска двух альбомов. В 2022 году Акелл объявил о реформировании Drop Nineteens, и в следующем году группа выпустила свой первый новый материал за 30 лет с третьим альбомом Hard Light.

## Характеристики
Источники вдохновения
Акелл сказал, что на группу оказали влияние My Bloody Valentine, Pixies, Dinosaur Jr., Sonic Youth, The Cure, New Order, The Go-Betweens и The Clash.

## Наследие
В популярной культуре
Музыка Drop Nineteens сыграла заметную роль в американском комедийном телесериале «Приключения Пита и Пита». Британский автор песен Оуэн Троманс включил песню об Акелле и Drop Nineteens под названием «Greg» в свой мини-альбом For Haden 2013 года.

## Дискография
Альбомы
- Delaware (1992, Caroline/Hut/Cherry Red)
- National Coma (1993, Caroline/Hut/Virgin) #US CMJ #24[6]
- Hard Light (2023, Wharf Cat)
- 1991 (2025, Wharf Cat)